# Fariba Hashimi
Fariba Hashimi (pachto : فریبا هاشمي), née le 22 avril 2003 à Maïmana, est une coureuse cycliste afghane. Championne d'Afghanistan en 2022, elle se qualifie pour les Jeux olympiques d'été de 2024 mais n'est pas reconnue par le gouvernement afghan qui interdit la pratique sportive des femmes.

## Carrière sportive

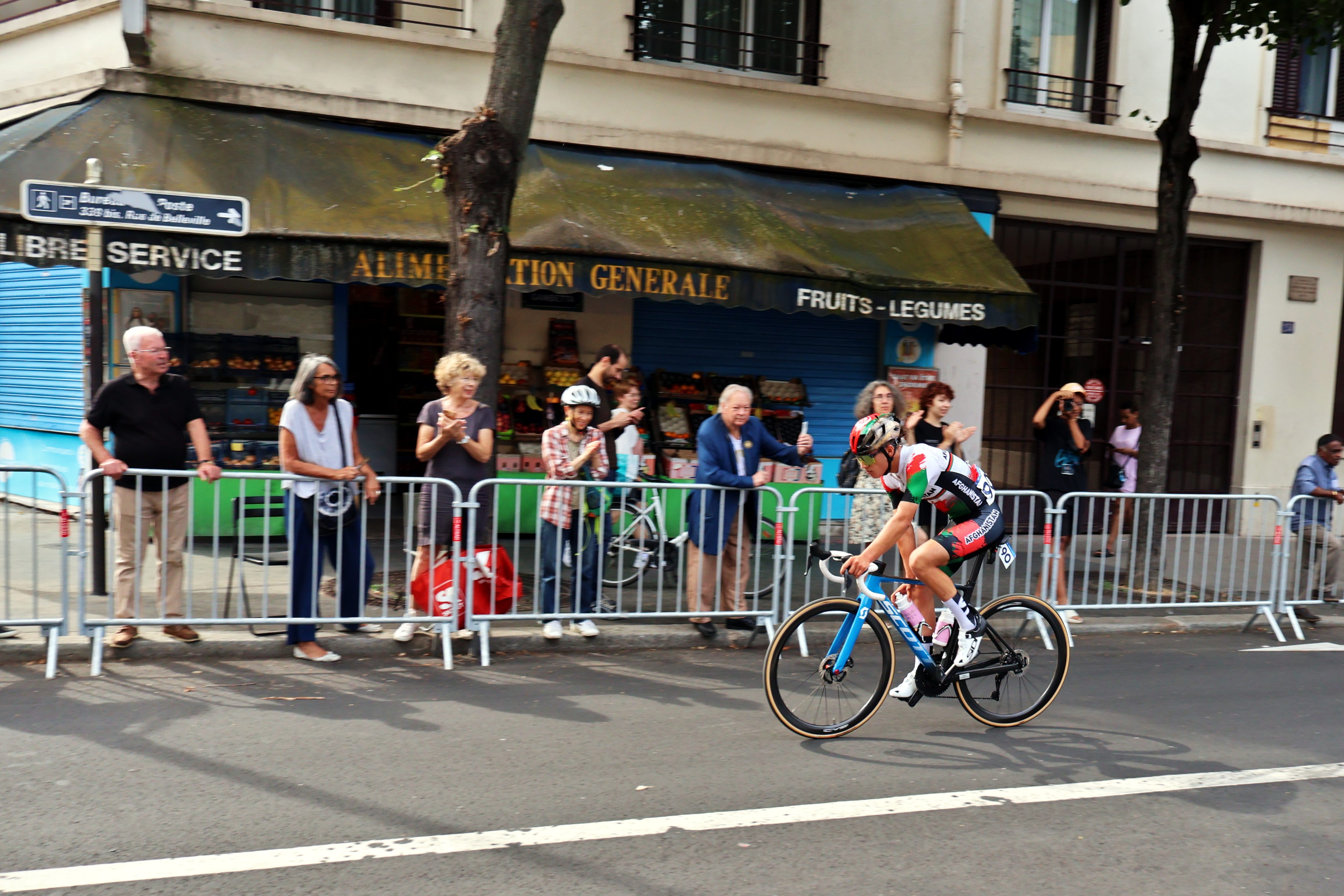
Fariba Hashimi lors des jeux Olympiques de Paris en 2024.

Fariba Hashimi est née le 22 avril 2003 à Maïmana, dans la province de Faryab, une des plus reculées et les plus conservatrices d’Afghanistan.
Ayant eu connaissance d'une course cycliste dans sa province en 2017, Fariba Hashimi décide d'y participer avec sa sœur aînée Yulduz Hashimi, sans avoir jamais fait de vélo auparavant. Âgées alors de 14 et 17 ans, déguisées et avec des vélos d'emprunt, elles se classent respectivement première et deuxième lors de cette course. Elles continuent à participer à d'autres courses, toujours à l'insu de leur famille. Lorsque celle-ci l'apprend, elle soutient finalement les deux filles. Cependant, elles font face à du harcèlement et à des menaces constantes pendant l'entraînement jusqu'à ce qu'elles soient appelées en équipe nationale. 
Après l'arrivée au pouvoir des talibans en août 2021, les sœurs Hashimi se sentent menacées et, en tant que femmes, sont interdites de toute pratique sportive. Avec l'aide d'Alessandra Cappellotto, la championne du monde 1997, qui avait auparavant organisé une course cycliste à Kaboul, elles réussissent à fuir en Italie, mais doivent laisser leur famille derrière elles. À partir d'août 2022, elles sont stagiaires dans l'équipe italienne Valcar-Travel & Service. À partir de ce moment, elles bénéficient d'un entraînement professionnel. Elle participe à la première édition des championnats du monde de gravel en 2022 et se classe 33e. 
En octobre 2022, l'Union cycliste internationale accueille le championnat d'Afghanistan de cyclisme sur route féminin dans son siège à Aigle, en collaboration avec la Fédération afghane de cyclisme, qui exerce ses activités en exil. Fariba Hashimi remporte ce championnat au sprint devant sa sœur,. Toutes deux reçoivent ensuite une offre de contrat d'Israël-Premier Tech Roland, l'une des équipes mondiales féminines UCI.
En 2023, Hashimi ne participe qu'à une seule course professionnelle sous ses nouvelles couleurs, le Tour de Berlin féminin. Toutefois, elle participe aux Championnats d'Asie, aux Jeux asiatiques et aux Championnats du monde pour lesquelles elle court le relais mixte avec d'autres cyclistes afghans en exil.
En 2024, elle roule pour la WCC Team, l'équipe continentale féminine du Centre mondial du cyclisme. Elle est dans le top dix de deux étapes du Giro Mediterraneo Rosa et aux Championnats d'Asie de cyclisme sur route, elle termine quatrième du contre-la-montre individuel U23. 
À l'invitation de l'UCI, elle participe avec sa sœur  à la course en ligne des Jeux olympiques de Paris. Elle est d'ailleurs porte drapeau de son pays lors de la cérémonie d'ouverture. Durant la course, elle s'échappe avec sa sœur et Hanna Tserakh, puis sont finalement rattrapées dans la première montée vers Montmartre à 47 kilomètres de l'arrivée. Elle atteint l'arrivée à la 75e place. 
Le 7 septembre, elle remporte l'étape reine du Tour cycliste international de l’Ardèche.
Elle rejoint l'équipe World Tour Ceratizit pour la saison 2025. En juin, elle remporte le deuxième championnat d'Afghanistan aux Herbiers, en France.

## Palmarès

### Par années
- 2022
  -  Championne d'Afghanistan sur route
- 2023
  - 10e du championnat d'Asie du contre-la-montre espoirs
- 2024
  - 5e étape du Tour de l'Ardèche
  - 4e du championnat d'Asie du contre-la-montre espoirs
  - 7e du championnat du monde sur route espoirs
- 2025
  -  Championne d'Afghanistan sur route
  -  Championne d'Afghanistan du contre-la-montre

### Classements mondiaux
| Année                                 | 2023  | 2024 |
| ------------------------------------- | ----- | ---- |
| Classement UCI                        | 1033e | 635e |
| UCI World Tour                        | nc    | 348e |
|                                       |       |      |
| Légende : nc = non classéSource : UCI |       |      |